# 憶阻器
憶阻器（memristor）又名記憶電阻（memory resistor 的混成词），是一種被動電子元件。如同電阻器，憶阻器能產生並維持一股安全的電流通過某個裝置。但是與電阻器不同的地方在於，憶阻器可以在關掉電源後，仍能「記憶」先前通過的電荷量。兩組的憶阻器更能產生與電晶體相同的功能，但更為細小。最初於1971年，加州大学伯克利分校的蔡少棠教授根據電子學理论，預測到在電阻器、電容器及電感元件之外，还存在電路的第四種基本元件，即是憶阻器。
目前正在开发忆阻器的团队包括惠普、SK海力士、HRL实验室。
之後從2000年始，研究人員在多種二元金屬氧化物和鈣鈦礦結構的薄膜中發現了電場作用下的電阻變化，並應用到了下一代非揮發性記憶體-阻抗存儲器（RRAM 或 ReRAM）中。2008年4月，惠普公司公佈了基於TiO2的RRAM器件，並首先將RRAM和憶阻器聯繫起來。但目前仍然有專家認為，這些實作出的電路，並不是真正的憶阻器。

## 背景

電阻器，電容器，電感器，憶阻器的概念之間的對稱性。

在蔡少棠教授1971年的论文中，他外推了对称的非线性电阻（电压与电流），非线性电容器（电压与电荷），和非线性电感（磁通量与电流）之间的概念，并推断出忆阻器作为一个类似于基本的非线性电路元件的，连接磁链和电荷。对比线性（或非线性）的电阻，忆阻器有一个动态的包括过去的电压或电流的记忆的电流和电压之间的关系。其他科学家已经提出动态记忆电阻器，例如伯纳德建模的存储电阻器，但是，蔡试图引进数学一般性。

## 理論

初步的忆阻器符号（由蔡建议，不规范）

在憶阻器中，磁通量（{\displaystyle \Phi _{\mathrm {B} }}）受到累積的電荷（q）所影響。磁通量按電荷的改變率稱之為「忆阻值」：
{\displaystyle M(q)={\frac {\mathrm {d} \Phi _{\mathrm {B} }}{\mathrm {d} q}}}
故此忆阻值可以與其餘三種基本的電子元件作出比較：
- 電阻：{\displaystyle R(I)={\frac {\mathrm {d} V}{\mathrm {d} I}}}
- 電感：{\displaystyle L(I)={\frac {\mathrm {d} \Phi _{\mathrm {B} }}{\mathrm {d} I}}}
- 電容：{\displaystyle {\frac {1}{C(q)}}={\frac {\mathrm {d} V}{\mathrm {d} q}}}

當中{\displaystyle q}是電荷；{\displaystyle I}是電流；{\displaystyle V}是電壓；而{\displaystyle \Phi _{\mathrm {B} }}則是磁通量。
根據法拉第電磁感應定律及複合函數求導法則，可見憶阻器的電壓V是與電流I及忆阻值的積有關：
{\displaystyle V(t)=M(q(t))I(t)\,}
由此可見，憶阻器可以成為一個電阻器。但是「電阻」的M(q)會隨累積的電荷而改變。忆阻值可以說是隨流經憶阻器的電流歷史所改變，彷如在電容器的電壓一般。
憶阻器的行为是类似的其他三个基本组成部分。
|                               | 电荷({\displaystyle q}) | 电流({\displaystyle I}) |
| ----------------------------- | --- | --- |
| 电压({\displaystyle U})       | 电容(倒数) {\displaystyle {\frac {1}{C}}={\frac {\mathrm {d} U}{\mathrm {d} q}}={\frac {\mathrm {d} {\dot {\Phi }}}{\mathrm {d} q}}} | 电阻率 {\displaystyle R={\frac {\mathrm {d} U}{\mathrm {d} I}}={\frac {\mathrm {d} {\dot {\Phi }}}{\mathrm {d} {\dot {q}}}}} |
| 磁通量({\displaystyle \Phi }) | 憶阻器 {\displaystyle M={\frac {\mathrm {d} \Phi }{\mathrm {d} q}}}                                                                  | 电感 {\displaystyle L={\frac {\mathrm {d} \Phi }{\mathrm {d} I}}={\frac {\mathrm {d} \Phi }{\mathrm {d} {\dot {q}}}}}        |

## 潜在应用
威廉姆斯的固態的憶阻器可以組合成所謂交叉開關鎖存器的設備，這可能會取代晶體管建造未來的电脑，佔用面積小得多。

## 種類

### 電化電池
憶阻器具有電化電池表現的特徵。

### 固態
2007年惠普公司資訊與量子系統實驗室的研究人員在理查德·斯坦利·威廉姆斯的領導下成功研製了固態的憶阻器－它是由一片雙層的二氧化鈦薄膜所形成，當電流通過時，其電阻值就會改變。固態的憶阻器的製造需要涉及物料的納米技術。這個憶阻器並不像其理論般涉及磁通量，或如電容器般儲存電荷，而是以化學技術來達至電阻隨電流歷史改變的性質。
不過，三星集團卻有一項正申請專利的憶阻器，採用了類似惠普公司的技術。故此誰是憶阻器的創始人則有待澄清。
目前(2008)惠普公司是以兩層二氧化鈦薄膜來製作憶阻器元件 ，其中一層摻雜。

## 可能應用
其元件特性，適合模擬神經元突觸的部份運作，使得電腦神經網路製作上更能接近人腦。
威廉姆斯的固態憶阻器可以組合成晶體管，儘管小得多。它们还可以被制成非易失性固态存储器，这将允许比访问时间可能类似于动态随机存储器(DRAM)的硬盘驱动器更大的数据密度，从而取代这两个组件。
惠普报告称，其版本的记忆存储器速度大约比DRAM慢10倍  （页面存档备份，存于）。
Some patents related to memristors appear to include applications in programmable logic, signal processing, neural networks, and control systems.

## 相关项目
- 被動元件
- 電子元件
- 可變電阻式記憶體(RRAM 或ReRAM)
- 新興技術列表

## 外部連結
- （英文）BBC News - Electronics' 'missing link' found （页面存档备份，存于） 01 May 2008
- （英文）Nature News - Found: the missing circuit element （页面存档备份，存于） 30 Apr 2008
- （英文）Wired.com - Scientists Create First Memristor: Missing Fourth Electronic Circuit Element （页面存档备份，存于） 30 Apr 2008
- （英文）EE Times - 'Missing link' memristor created: Rewrite the textbooks?[永久] 30 April 2008
- （英文）EE Times - End of the CPU? HP demos configurable memristor 09 April 2010
- （英文）忆阻器(Memristor)研究简述 （页面存档备份，存于） 27 Dec 2010
- （英文）視頻：尋找失踪的憶阻器|斯坦福大學（2012） （页面存档备份，存于）
- （英文）科學論文憶阻器的鏈接 （页面存档备份，存于） 08 August 2013